# Lista monumentelor istorice din județul Dâmbovița - M

Simbol utilizat pentru monumentele istorice

Lista monumentelor istorice din județul Dâmbovița - M cuprinde monumentele istorice înscrise în Patrimoniul cultural național al României și aflate în localități din județul Dâmbovița al căror nume începe cu litera M.
Lista completă este menținută și actualizată periodic de către Ministerul Culturii, Cultelor și Patrimoniului Național din România, prin intermediul Institutului Național al Patrimoniului, ultima versiune datând din 2015. Această listă cuprinde și actualizările ulterioare, realizate prin ordin al ministrului culturii.
Puteți căuta un monument din județul Dâmbovița folosind formularul de mai jos sau puteți naviga prin toate monumentele din județ la lista monumentelor istorice din județul Dâmbovița.
| Cod LMI                              | Denumire                                                               | Localitate                                  | Localizare | Datare, Creatori                           | Imagine               | Erori             |
| ------------------------------------ | ---------------------------------------------------------------------- | ------------------------------------------- | --- | ------------------------------------------ | --------------------- | ----------------- |
| DB-I-s-B-17071 (RAN: 69571.01)       | Necropolă                                                              | sat Manga; comuna Voinești                  | „Biserică”, la N de biserică | Epoca bronzului timpuriu                   | Încarcă foto \| video | Raportează eroare |
| DB-I-s-B-17072 (RAN: 68681.01)       | Situl arheologic de la Mavrodin, punct „Biserica Veche”                | localitate componentă Mavrodin; oraș Răcari | „Biserica Veche”, în cartier Gămănești, pe ambele maluri ale pârâului „Apa Satului”, la E de ruinele bisericii vechi                                            |                                            | Încarcă foto \| video | Raportează eroare |
| DB-I-m-B-17072.01 (RAN: 68681.01.03) | Cimitir                                                                | localitate componentă Mavrodin; oraș Răcari | „Biserica Veche”, în cartier Gămănești, pe ambele maluri ale pârâului „Apa Satului”, la E de ruinele bisericii vechi                                            | Epoca medievală                            | Încarcă foto \| video | Raportează eroare |
| DB-I-m-B-17072.02 (RAN: 68681.01.02) | Așezare                                                                | localitate componentă Mavrodin; oraș Răcari | „Biserica Veche”, în cartier Gămănești, pe ambele maluri ale pârâului „Apa Satului”, la E de ruinele bisericii vechi                                            | sec. IV, Epoca daco-romană                 | Încarcă foto \| video | Raportează eroare |
| DB-I-m-B-17072.03 (RAN: 68681.01.01) | Așezare                                                                | localitate componentă Mavrodin; oraș Răcari | „Biserica Veche”, în cartier Gămănești, pe ambele maluri ale pârâului „Apa Satului”, la E de ruinele bisericii vechi                                            | Epoca bronzului, Cultura Tei               | Încarcă foto \| video | Raportează eroare |
| DB-I-s-B-17073 (RAN: 67318.01)       | Așezare                                                                | sat Mărcești; comuna Dobra                  | „Pădurea Mărcești”, la 2 km NE de sat, între pârâul Piscov la V și pădure la E                                                                                  | sec. IV p. Chr., Epoca daco-romană         | Încarcă foto \| video | Raportează eroare |
| DB-I-s-B-17074 (RAN: 67274.01)       | Necropolă tumulară                                                     | sat Mărginenii de Sus; comuna Dărmănești    | „Movile”, la 1,2 km E de localitate | Epoca bronzului                            | Încarcă foto \| video | Raportează eroare |
| DB-I-s-A-17075 (RAN: 68075.01)       | Așezare                                                                | sat Mătăsaru; comuna Mătăsaru               | „Vatra satului”, în stânga pârâului Tinoasa, între sat și râul Săbar, 1 km S de centrul satului                                                                 | sec. II - III p. Chr., Epoca romană        | Încarcă foto \| video | Raportează eroare |
| DB-I-s-B-17076 (RAN: 69321.01)       | Situl arheologic de la Mesteacăn, punct „Poiana Poștei”                | sat Mesteacăn; comuna Văleni-Dâmbovița      | „Poiana Poștei”, pe partea dreaptă a DC Văleni-Dâmbovița - Boteni (jud. Argeș), la 0,8 km NV de localitate                                                      |                                            | Încarcă foto \| video | Raportează eroare |
| DB-I-m-B-17076.01 (RAN: 69321.01.02) | Ruinele hanului de poștă                                               | sat Mesteacăn; comuna Văleni-Dâmbovița      | „Poiana Poștei”, pe partea dreaptă a DC Văleni-Dâmbovița - Boteni (jud. Argeș), la 0,8 km NV de localitate                                                      | sec. XVII - XIX, Epoca medievală târzie    | Încarcă foto \| video | Raportează eroare |
| DB-I-m-B-17076.02 (RAN: 69321.01.01) | Așezare                                                                | sat Mesteacăn; comuna Văleni-Dâmbovița      | „Poiana Poștei”, pe partea dreaptă a DC Văleni-Dâmbovița - Boteni (jud. Argeș), la 0,8 km NV de localitate                                                      | sec. XVII-XIX, Epoca medievală             | Încarcă foto \| video | Raportează eroare |
| DB-I-s-B-17077 (RAN: 68832.01)       | Tumul                                                                  | sat Mircea Vodă; comuna Sălcioara           | „Movila Mare”, pe dreapta râului Ilfov, la 0,25 km V de capătul de NV al satului (cota 198,7 m)                                                                 | Epoca bronzului, Cultura Monteoru          | Încarcă foto \| video | Raportează eroare |
| DB-I-s-B-17078 (RAN: 68832.02)       | Tumul                                                                  | sat Mircea Vodă; comuna Sălcioara           | „Movila Mică”, pe stânga râului Ilfov, în dreptul „Movilei Mari”, aproape de extremitatea de NV a satului                                                       | Perioada de tranziție la epoca bronzului   | Încarcă foto \| video | Raportează eroare |
| DB-I-s-B-17079 (RAN: 66893.01)       | Așezare fortificată                                                    | sat Moara din Groapă; comuna Corbii Mari    | „Măgura”, pe malul stâng al Neajlovului, în luncă, la NE de sat                                                                                                 | Eneolitic, Cultura Gumelnița               | Încarcă foto \| video | Raportează eroare |
| DB-I-s-A-17080 (RAN: 68137.01)       | Situl arheologic de la Mogoșani, punct „Frăsineni”                     | sat Mogoșani; comuna Mogoșani               | „Frăsineni”, în stânga râului Tinoasa, la 1 km SE de localitate, în bucla râului                                                                                |                                            | Încarcă foto \| video | Raportează eroare |
| DB-I-m-A-17080.01 (RAN: 68137.01.02) | Necropolă birituală                                                    | sat Mogoșani; comuna Mogoșani               | „Frăsineni”, în stânga râului Tinoasa, la 1 km SE de localitate, în bucla râului                                                                                | sec. IV p. Chr., Epoca daco-romană         | Încarcă foto \| video | Raportează eroare |
| DB-I-m-A-17080.02 (RAN: 68137.01.01) | Așezare                                                                | sat Mogoșani; comuna Mogoșani               | „Frăsineni”, în stânga râului Tinoasa, la 1 km SE de localitate, în bucla râului                                                                                | Epoca bronzului timpuriu, Cultura Glina    | Încarcă foto \| video | Raportează eroare |
| DB-I-s-B-17081 (RAN: 65850.01)       | Așezare                                                                | oraș Moreni                                 | „Piscu”, la 2 km E de localitate și la 1 km N de șoseaua spre Filipeștii de Pădure, pe un platou al dealului Moreni                                             | sec. XVII - XIX, Epoca medievală târzie    | Încarcă foto \| video | Raportează eroare |
| DB-I-s-B-17082 (RAN: 68262.01)       | Așezare                                                                | sat Morteni; comuna Morteni                 | „La Crevedia”, la 3 km SV de localitate, pe terasa înaltă stângă a pârâului Crevedia, la 0,2 km NE de apă, în apropierea „Drumului hotarului”                   | Latène, Cultura geto-dacică                | Încarcă foto \| video | Raportează eroare |
| DB-I-s-A-17083 (RAN: 68262.02)       | Așezare                                                                | sat Morteni; comuna Morteni                 | „Măgura”, în partea de NV a localității, pe valea Măgurii, lângă SMA Morteni                                                                                    | Epoca bronzului, Cultura aspectul Brătești | Încarcă foto \| video | Raportează eroare |
| DB-I-s-B-17084 (RAN: 68262.03)       | Necropolă tumulară                                                     | sat Morteni; comuna Morteni                 | „Măgura” - „La Tufanu lui Radu lui Andrei”, în apropierea „Drumului hotarului”, la 2,5 km SV de localitate                                                      | Hallstatt                                  | Încarcă foto \| video | Raportează eroare |
| DB-I-s-A-17085 (RAN: 68262.05)       | Situl arheologic de la Morteni, punct „Puțul lui Iordache”             | sat Morteni; comuna Morteni                 | „Puțul lui Iordache”, la 1 km S de localitate, la confluența Văii Glodului cu Valea lui Coman                                                                   | Epoca bronzului timpuriu, Cultura Glina    | Încarcă foto \| video | Raportează eroare |
| DB-I-m-A-17085.01                    | Așezare                                                                | sat Morteni; comuna Morteni                 | „Puțul lui Iordache”, la 1 km S de localitate, la confluența Văii Glodului cu Valea lui Coman                                                                   | Epoca bronzului mijlociu, Cultura Tei      | Încarcă foto \| video | Raportează eroare |
| DB-I-m-A-17085.02                    | Așezare                                                                | sat Morteni; comuna Morteni                 | „Puțul lui Iordache”, la 1 km S de localitate, la confluența Văii Glodului cu Valea lui Coman                                                                   | Epoca bronzului timpuriu, Cultura Glina    | Încarcă foto \| video | Raportează eroare |
| DB-I-s-B-17086 (RAN: 68235.01)       | Cimitir medieval                                                       | sat Muscel; comuna Moroeni                  | „La Părul înecăcios”, în vatra satului | sec. XVII - XIX, Epoca medievală târzie    | Încarcă foto \| video | Raportează eroare |
| DB-II-m-B-17555                      | Biserica „Sf. Nicolae”                                                 | sat Malu cu Flori; comuna Malu cu Flori     | În fostul sat Runceasa | 1857                                       | Încarcă foto \| video | Raportează eroare |
| DB-II-a-A-17560                      | Zona istorică                                                          | sat Malu cu Flori; comuna Malu cu Flori     | Ambele laturi ale străzii Principale (DN72), între școală și primărie la N și intersecția cu șoseaua spre Pucheni la S - până la limita posterioară a loturilor | sf. sec. XIX - mijl. sec. XX               |                       | Raportează eroare |
| DB-II-m-B-17563                      | Casa Petre Popescu (Donciu)                                            | sat Malu cu Flori; comuna Malu cu Flori     | 168 | sf. sec. XIX                               | Încarcă foto \| video | Raportează eroare |
| DB-II-m-B-17565                      | Casa Gheorghe C. Popescu                                               | sat Malu cu Flori; comuna Malu cu Flori     | 178 | 1876                                       | Încarcă foto \| video | Raportează eroare |
| DB-II-m-B-17690                      | Casa Ion Duță                                                          | sat Malu cu Flori; comuna Malu cu Flori     | 226, în fostul sat Runceasa | înc. sec. XX                               | Încarcă foto \| video | Raportează eroare |
| DB-II-m-B-17691                      | Casa Nicolae Ghiță                                                     | sat Malu cu Flori; comuna Malu cu Flori     | 256, în fostul sat Runceasa | sec. XIX                                   | Încarcă foto \| video | Raportează eroare |
| DB-II-m-B-17561                      | Casa Vâlcu N. Petre                                                    | sat Malu cu Flori; comuna Malu cu Flori     | 270, în fostul sat Runceasa | cca. 1850                                  | Încarcă foto \| video | Raportează eroare |
| DB-II-m-B-17562                      | Beciul gospodăriei ing. Stelian T. Vâlcu                               | sat Malu cu Flori; comuna Malu cu Flori     | 271, în fostul sat Runceasa | sf. sec. XIX                               | Încarcă foto \| video | Raportează eroare |
| DB-II-m-B-17568                      | Casa Gheorghe A. Duță, azi Maria Mitoiu                                | sat Malu cu Flori; comuna Malu cu Flori     | 277, în fostul sat Runceasa | înc. sec. XX                               | Încarcă foto \| video | Raportează eroare |
| DB-II-m-B-17557                      | Casa Sora I. Petre                                                     | sat Malu cu Flori; comuna Malu cu Flori     | 306 | sf. sec. XIX                               | Încarcă foto \| video | Raportează eroare |
| DB-II-m-B-17567                      | Casa Gheorghe Diaconescu (Decebal)                                     | sat Malu cu Flori; comuna Malu cu Flori     | 332 | 1870, 1904, 1927                           | Încarcă foto \| video | Raportează eroare |
| DB-II-m-B-17566                      | Casa Gheorghe Popescu, azi Petre Preda                                 | sat Malu cu Flori; comuna Malu cu Flori     | 353, pe DN72 | c. 1900                                    | Încarcă foto \| video | Raportează eroare |
| DB-II-m-B-17558                      | Gospodăria Ghiță Badea Diaconu                                         | sat Malu cu Flori; comuna Malu cu Flori     | 409 | cca. 1870                                  | Încarcă foto \| video | Raportează eroare |
| DB-II-m-B-17564                      | Casa preotului Virgil C. Leonte                                        | sat Malu cu Flori; comuna Malu cu Flori     | 422 | 1910                                       | Încarcă foto \| video | Raportează eroare |
| DB-II-m-B-17559                      | Casa Iosif Ion Dițescu                                                 | sat Malu cu Flori; comuna Malu cu Flori     | 430 | 1894, 1910                                 | Încarcă foto \| video | Raportează eroare |
| DB-II-m-B-17569                      | Biserica „Sf. Împărați”                                                | sat Manga; comuna Voinești                  | Str. Principală 84 | 1869                                       | Încarcă foto \| video | Raportează eroare |
| DB-II-m-B-20227                      | Biserica „Buna Vestire”                                                | localitate componentă Mavrodin; oraș Răcari | | 1840                                       | Încarcă foto \| video | Raportează eroare |
| DB-II-m-B-20229                      | Biserica „Sf. Voievozi” (Sf. Arhangheli Mihail și Gavril)              | sat Măgura; comuna Hulubești                | | 1899                                       | Încarcă foto \| video | Raportează eroare |
| DB-II-a-A-17572                      | Mănăstirea Cobia                                                       | sat Mănăstirea; comuna Cobia                | | 1572                                       | Încarcă foto \| video | Raportează eroare |
| DB-II-m-A-17572.01                   | Biserica „Sf. Nicolae”                                                 | sat Mănăstirea; comuna Cobia                | | 1572                                       | Încarcă foto \| video | Raportează eroare |
| DB-II-m-A-17572.02                   | Ruine case egumenești                                                  | sat Mănăstirea; comuna Cobia                | | sec. XVI                                   | Încarcă foto \| video | Raportează eroare |
| DB-II-m-A-17572.03                   | Turn clopotniță                                                        | sat Mănăstirea; comuna Cobia                | | sec. XVI                                   | Încarcă foto \| video | Raportează eroare |
| DB-II-m-B-20231                      | Biserica „Sf. Gheorghe”                                                | sat Mănești; comuna Mănești                 | | 1874 - 1881                                | Încarcă foto \| video | Raportează eroare |
| DB-II-m-B-17570                      | Biserica „Sf. Apostoli”                                                | sat Mărginenii de Sus; comuna Dărmănești    | | 1861 - 1862                                | Încarcă foto \| video | Raportează eroare |
| DB-II-m-B-17571                      | Biserica „Sf. Grigorie Teologul”                                       | sat Mătăsaru; comuna Mătăsaru               | | 1854                                       | Încarcă foto \| video | Raportează eroare |
| DB-II-m-A-17443 (RAN: 102320.01)     | Biserica „Sf. Nicolae” - Rebegești                                     | sat Mânăstirea; comuna Crevedia             | Str. Mănăstirii 68 A | 1669                                       | Încarcă foto \| video | Raportează eroare |
| DB-II-m-A-20230                      | Biserica „Înălțarea Domnului”, „Sf. Ierarh Nicolae”                    | sat Mânjina; comuna Voinești                | Str. Principală 60 | 1883 - 1885                                | Încarcă foto \| video | Raportează eroare |
| DB-II-m-B-20228                      | Biserica „Sf. Nicolae”                                                 | sat Merii; comuna Mogoșani                  | | 1884                                       | Încarcă foto \| video | Raportează eroare |
| DB-II-m-A-17573 (RAN: 69321.02)      | Biserica de lemn „Adormirea Maicii Domnului”                           | sat Mesteacăn; comuna Văleni-Dâmbovița      | | 1741                                       | Alte imagini          | Raportează eroare |
| DB-II-m-B-17574                      | Biserica „Sf. Apostoli Petru și Pavel”                                 | sat Mircea Vodă; comuna Sălcioara           | | 1838                                       | Încarcă foto \| video | Raportează eroare |
| DB-II-m-A-17575                      | Biserica de lemn „Sf. Nicolae”                                         | sat Mislea; comuna Cobia                    | În cimitir | 1873                                       | Încarcă foto \| video | Raportează eroare |
| DB-II-m-B-17576                      | Biserica „Sf. Treime”                                                  | sat Moara din Groapă; comuna Corbii Mari    | | 1837 - 1838                                | Încarcă foto \| video | Raportează eroare |
| DB-II-m-B-17577                      | Biserica „Adormirea Maicii Domnului”                                   | sat Mogoșani; comuna Mogoșani               | | 1840                                       | Încarcă foto \| video | Raportează eroare |
| DB-II-m-B-17578 (RAN: 67443.01)      | Biserica „Adormirea Maicii Domnului”                                   | sat Mogoșești; comuna Dragomirești          | Str. Bisericii 16 | 1807, 1890, 1980                           | Încarcă foto \| video | Raportează eroare |
| DB-II-m-B-17579                      | Casa Adolf Dancu                                                       | oraș Moreni                                 | Str. 22 decembrie 1989, 51 | înc. sec. XX                               | Încarcă foto \| video | Raportează eroare |
| DB-II-m-B-17580                      | Casa Tudor Dancu                                                       | oraș Moreni                                 | Str. 22 decembrie 1989, 57 | înc. sec. XX                               | Încarcă foto \| video | Raportează eroare |
| DB-II-m-B-17581                      | Casa Ion Tănăsescu                                                     | oraș Moreni                                 | Str. Caragiale Ion Luca 2 | 1925                                       | Încarcă foto \| video | Raportează eroare |
| DB-II-m-B-17582                      | Casa Dumitru Focșeneanu                                                | oraș Moreni                                 | Str. Caragiale Ion Luca 4 | înc. sec. XX                               | Încarcă foto \| video | Raportează eroare |
| DB-II-m-B-17583                      | Biserica „Adormirea Maicii Domnului”, „Sf. Dimitrie” - Stavropoleos    | oraș Moreni                                 | Str. Cimitirului 44.9904°N 25.6347°E | 1891 - 1895                                |                       | Raportează eroare |
| DB-II-m-B-17584                      | Biserica „Schimbarea la Față”                                          | oraș Moreni                                 | Str. Mihai Viteazul 3 44.9924°N 25.644°E | 1868                                       |                       | Raportează eroare |
| DB-II-m-B-17585                      | Casa Mihai Gălățeanu                                                   | oraș Moreni                                 | Str. Teilor 8, în colonia muncitorească „Astra Română” | înc. sec. XX                               | Încarcă foto \| video | Raportează eroare |
| DB-II-m-B-17586                      | Casa Gheorghe Stan                                                     | oraș Moreni                                 | Str. Teilor 12, în colonia muncitorească „Astra Română” | înc. sec. XX                               | Încarcă foto \| video | Raportează eroare |
| DB-II-m-B-17588                      | Casa Ion Neagu                                                         | oraș Moreni                                 | Str. Unirii 20 | înc. sec. XX                               | Încarcă foto \| video | Raportează eroare |
| DB-II-m-B-17591                      | Sanatoriul TBC                                                         | sat Moroeni; comuna Moroeni                 | | 1938 Antonio Viecelli (arhitect)           |                       | Raportează eroare |
| DB-II-m-B-17593                      | Biserica „Intrarea în Biserică”, „Sf. Ioan Botezătorul” și „Sf. Maria” | sat Moroeni; comuna Moroeni                 | Str. Bisericii 27 | 1825 - 1827                                | Încarcă foto \| video | Raportează eroare |
| DB-II-m-B-17589                      | Casa Steliana Uța                                                      | sat Moroeni; comuna Moroeni                 | Str. Gârtoaia 28 | sf. sec. XIX                               | Încarcă foto \| video | Raportează eroare |
| DB-II-m-B-17597                      | Casa Ion și Frusina Chițescu                                           | sat Moroeni; comuna Moroeni                 | Str. Pieței 69a | sf. sec. XIX                               | Încarcă foto \| video | Raportează eroare |
| DB-II-m-B-17595                      | Casa Anghelescu Marin                                                  | sat Moroeni; comuna Moroeni                 | Str. Principală | 1892                                       | Încarcă foto \| video | Raportează eroare |
| DB-II-m-B-17596                      | Casa Stana Birlica                                                     | sat Moroeni; comuna Moroeni                 | Str. Principală 55 | mijl. sec. XIX                             | Încarcă foto \| video | Raportează eroare |
| DB-II-m-B-17598                      | Biserica „Adormirea Maicii Domnului”                                   | sat Morteni; comuna Morteni                 | 1132 | 1870 - 1872                                |                       | Raportează eroare |
| DB-II-m-B-17599                      | Biserica „Sf. Voievozi”, „Sf. Nicolae”, „Sf. Ioan Botezătorul”         | sat Moțăieni; comuna Moțăieni               | Str. Eternității 6 | 1860                                       | Încarcă foto \| video | Raportează eroare |
| DB-II-m-B-17601                      | Școală                                                                 | sat Moțăieni; comuna Moțăieni               | Str. Principală 135 | 1911                                       | Încarcă foto \| video | Raportează eroare |
| DB-II-m-B-17600                      | Casa Ion Rizescu                                                       | sat Moțăieni; comuna Moțăieni               | Str. Principală 142 | sec. XIX                                   | Încarcă foto \| video | Raportează eroare |
| DB-II-m-B-17605                      | Casa Filofteia Coțofană                                                | sat Muscel; comuna Moroeni                  | | înc. sec. XIX                              | Încarcă foto \| video | Raportează eroare |
| DB-II-m-B-17603                      | Casa Stelica Coțofană                                                  | sat Muscel; comuna Moroeni                  | 33 | înc. sec. XIX                              | Încarcă foto \| video | Raportează eroare |
| DB-II-m-B-17602                      | Casa Floarea Gurgu                                                     | sat Muscel; comuna Moroeni                  | Str. Muscel 11 | 1900                                       | Încarcă foto \| video | Raportează eroare |
| DB-II-m-B-17604                      | Casa Filareta Coțofană                                                 | sat Muscel; comuna Moroeni                  | Str. Muscel 41A | înc. sec. XIX                              | Încarcă foto \| video | Raportează eroare |
| DB-III-m-A-17783                     | Monumentul Eroilor din Războiul 1916 - 1918                            | oraș Moreni                                 | Str. Cuza Alexandru Ioan, în Piață |                                            | Încarcă foto \| video | Raportează eroare |
| DB-IV-m-A-17827                      | Crucea lui Constantin Brâncoveanu                                      | sat Manga; comuna Voinești                  | Lângă Monumentul Eroilor | 1695                                       | Încarcă foto \| video | Raportează eroare |
| DB-IV-m-A-17828                      | Cruce de piatră                                                        | sat Mânjina; comuna Voinești                | În fața curții lui Gheorghe Nițescu | 1742                                       | Încarcă foto \| video | Raportează eroare |
| DB-IV-m-B-17829                      | Masă sfânta a vechii biserici                                          | sat Merii; comuna Mogoșani                  | Pe terenul lui Marin Stănculescu | 1825                                       | Încarcă foto \| video | Raportează eroare |
| DB-IV-m-A-17830                      | Crucea din cimitir                                                     | sat Mesteacăn; comuna Văleni-Dâmbovița      | În curtea cimitirului | 1723                                       | Încarcă foto \| video | Raportează eroare |
| DB-IV-m-B-17831                      | Troiță de lemn                                                         | sat Mislea; comuna Cobia                    | În curtea bisericii | sec. XIX                                   | Încarcă foto \| video | Raportează eroare |
| DB-IV-m-B-17832                      | Cruce de piatră                                                        | sat Moțăieni; comuna Moțăieni               | În curtea bisericii, strămutată din fața magazinului universal                                                                                                  | 1874                                       | Încarcă foto \| video | Raportează eroare |
| DB-IV-m-A-17833                      | Cruce de piatră                                                        | sat Muscel; comuna Moroeni                  | | sec. XVIl                                  | Încarcă foto \| video | Raportează eroare |